# Euthyone trimaculata
Euthyone trimaculata là một loài bướm đêm thuộc phân họ Arctiinae, họ Erebidae.